# Zuppa inglese

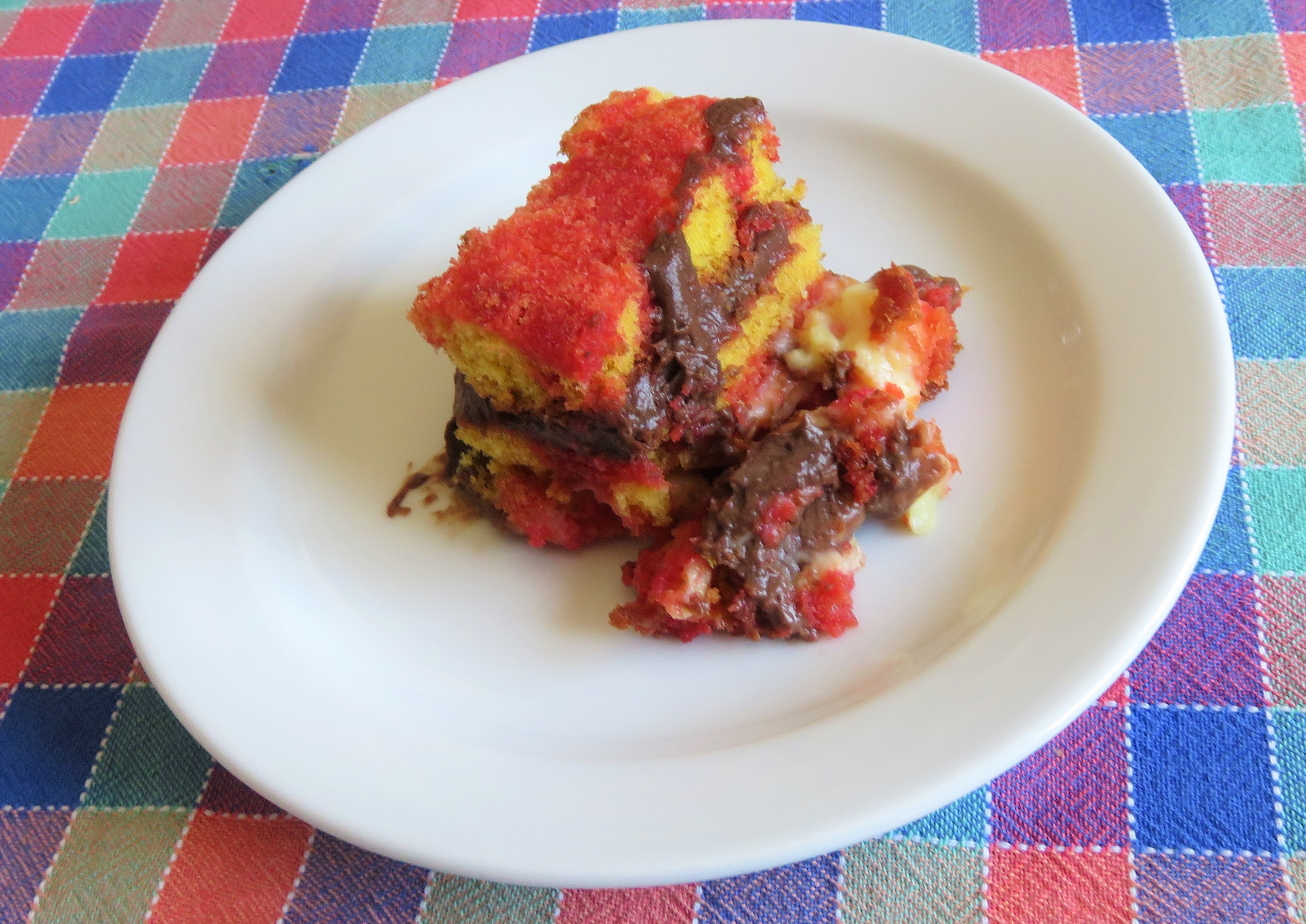
Zuppa inglese

Zuppa inglese [ˈtsuppa iŋˈɡleːse] (italienisch wörtlich „englische Suppe“) ist ein italienisches Biskuitdessert. Die Süßspeise gilt als Spezialität der italienischen Regionen Emilia-Romagna (vor allem der Städte Bologna und Ferrara), Marken, Latium, Umbrien und Toskana (insbesondere der Städte Siena und Florenz).
Die Grundlage der zuppa inglese bilden Löffelbiskuits oder Teigplatten aus Biskuitböden, die mit Likör, klassischerweise Alchermes, aber stattdessen auch Rum, Sambuca oder Dessertweinen wie Marsala, beträufelt werden. Im Unterschied zu ihrem espressohaltigen venezianischen Pendant, dem Tiramisu, das mit Mascarpone aufgefüllt wird, wird die zuppa meist mit einer Vanillecreme angerichtet, die mit kandierten Früchten (Melonen, Quitten, Aprikosen) vermischt wurde. Zuppa inglese wird in Varianten zuweilen mit Schokoladencreme zubereitet; seltener kommen Kaffee oder Zimt als Aromastoff zum Einsatz.

## Etymologie
Die Bezeichnung zuppa wird in Italien für mehrere Desserts mit Biskuits oder einer kuchenähnlichen Konsistenz verwendet. Ursprünglich bezeichnete das Wort zuppa – im Französischen soupe – nicht die Suppe selbst, sondern die darin eingeweichten Brotstücke. Diese Bedeutung ist hier im Namen erhalten geblieben. Kulturhistoriker halten es für möglich, dass es eine ähnliche Speise bereits in der frühen Neuzeit gab, was die Benennung erklären würde. 
Umstritten ist die Bedeutung des Zusatzes inglese. In einem Rezept aus dem Jahr 1557 mit dem Titel A fare una suppa magra inglese wird die Zubereitung einer Brühe beschrieben, die mit Eigelb und Verjus gebunden und dann über Brotscheiben gegossen und mit Zucker und Zimt bestreut wurde. Was daran als „englisch“ angesehen wurde, ist unklar (vgl. hierzu Englische Creme).